# Ljerka Bizilj
Ljerka Bizilj (rojena Sukič), slovenska novinarka, političarka in komparativistka, * 26. december 1953, Celje.

## Življenjepis
Leta 1990 je za svoje novinarsko delo prejela naziv Slovenka leta.
22. junija 1995 je zamenjala Dimitrija Rupla v 1. državnem zboru Republike Slovenije; v tem mandatu je bila članica naslednjih delovnih teles:
- Odbor za mednarodne odnose,
- Odbor za znanost, tehnologijo in razvoj in
- Odbor za kulturo, šolstvo in šport.

Do 1. februarja 1996 je bila članica poslanske skupine LDS, potem je postala neodvisna poslanka. Kariero je nato nadaljevala kot novinarka in urednica.

## Dela
- Cerkev v policijskih arhivih (1991)